# 約定～第16年的真相～
《約定~第16年的真相~》是日本電視台於2024年4月11日至6月13日播出的週四連續劇。由中村杏主演。
臺灣由KKTV於2024年4月12日起跟播。

## 登場人物

### 主要人物
- 桐生葵：中村杏[2][3]（高中生時代：早瀨憩[4]）

主人公。望野警察署搜查第一系刑警。舊姓「速水」。
母親早逝，從小和父親速水康男相依為命生活。
- 香坂慧：橫山裕[2][3]

望野警察署搜查第一系刑警。葵的搭檔。

### 高中時代的同學
- 不破翔：細田善彥（日语：細田善彦）[5]（高中生時代：齊藤碧大[6]）

葵的幼馴染兼同學，昔日電影研究部成員。當年計劃拍攝一部以葵為主角的電影及創作劇本，曾與葵發生感情。妹妹被殺後，離開了小鎮，多年後卻再次出現。
- 尾藤惠：佐津川愛美（日语：佐津川愛美）[5]（高中生時代：久家心[7]）

葵的同學，昔日電影研究部成員。
大型IT安全公司「BITO Corporation」總裁的女兒，現於公共關係部工作，已婚及育有一名女兒。
- 天草勇樹：森永悠希[5]（高中生時代：小林櫂人[8]）

葵的同學，昔日電影研究部成員。
熱愛攝影並立志成為攝影師，現轉職為計程車司機。
- 飛鳥桃：織田梨沙（日语：織田梨沙）[5]（高中生時代：關谷瑠紀[9]）

葵的同學，昔日電影研究部成員。
目前是西餐廳「Kitchen Shion」的老闆。高中時因母親離家出走，接手其所開設的西餐廳。

### 警察關係者
- 一健人：岡部崇（日语：岡部たかし）[5]

葵與香坂的上司，望野警察署・搜查課長。與速水康男是好友，當年事件發生後，一直也有幫助葵。
- 木崎拓斗：坪倉由幸（日语：坪倉由幸）[10]

葵與香坂的同事，望野警察署搜查第一系刑警。
- 夏目泰雅：樋口幸平[10]

葵與香坂的同事，望野警察署搜查第一系刑警。
- 有村毅：杉本哲太[5]

東京警視廳・刑事部長。16年前事件發生時，他是望野警察署署長，領導事件的調查。
- 矢吹浩太郎：永岡佑（日语：永岡佑）[11]（第6話 - 最終話）

東京警視廳搜查一課調任到望野警察署搜查一課，擔任女性連環殺人案調查本部的負責人。香坂的前上司。

### 事件關係者
- 速水康男：長谷川朝晴[10]

葵的父親。經營著速水電工所的工作，也是鎮內自治會會長。16年前連續殺人事件的嫌疑犯，儘管起初堅稱無辜，但最後決定認罪，後因心絞痛在拘留所死亡。
- 不破玲：石田莉子[12]

翔的妹妹。16年前連續殺人事件中第二名被害者。
- 山名惠里香：佐藤葵

16年前連續殺人事件中第一名被害者，離家出走的打工者。

### 其他人物
- 井出尚哉：森優作（日语：森優作）[10]

望野町「井出雜貨店」店主。
- 尾藤誠：井上肇[10]

惠的父親。大型IT安全公司「BITO Corporation」總裁，「特別安全區」概念的倡導者。
- 尾藤志步：山中美子葉

惠的女兒。
- 尾藤俊輔：飯野泰功

惠的丈夫。「BITO Corporation」職員。
- 梅崎若菜：向里祐香

以遊客身分造訪望野町的女記者。
- 間宮奈緒：山田紀乃

友政黨國會議員。16年前是望野町市議會議員。「特別安全區」概念的倡導者。
- 柴本陽菜：川床明日香

在桃的西餐廳兼職工作。
- 麻生剛：小林虎之介（第7話・第8話）

香坂的前同僚刑警。5年前，因單獨偵查詐騙案件時，被一群犯罪者發現刺死殉職。
- 有村潤：奧野壯（第8話・第9話）

有村刑事部長的兒子，特殊詐騙集團的幹部。

## 製作團隊
- 劇本：小峯裕之、本田隆朗、富安美尋
- 導演：山本大輔、今和紀、吉川祐太、井上雄介
- 配樂：木村秀彬
- 主題曲：野田愛實「butterfly effect」（avex trax）[13]
- 警察監修：古谷謙一
- 暗號製作：Miura Ayme
- 美術協力：BEENS
- 總製作人：中間利彦
- 製作人：多鹿雄策、奥村麻美子（Horipro）
- 製作協力：Horipro
- 製作著作：讀賣電視台

## 播出日程
| 集數   | 播放日期 | 標題     | 標題 | 編劇     | 導演     |
| 集數   | 播放日期 | 官方網站 | 配信 | 編劇     | 導演     |
| ------ | -------- | -------- | ---- | -------- | -------- |
| 第1話  | 4月11日  | 再會     |      | 小峯裕之 | 山本大輔 |
| 第2話  | 4月18日  | 秘密     |      | 小峯裕之 | 山本大輔 |
| 第3話  | 4月25日  | 選擇     |      | 小峯裕之 | 今和紀   |
| 第4話  | 5月02日  | 友情     |      | 本田隆朗 | 今和紀   |
| 第5話  | 5月09日  | 記憶     |      | 富安美尋 | 山本大輔 |
| 第6話  | 5月16日  | 再開     |      | 富安美尋 | 今和紀   |
| 第7話  | 5月23日  | 懺悔     |      | 本田隆朗 | 吉川祐太 |
| 第8話  | 5月30日  | 犧牲     |      | 小峯裕之 | 井上雄介 |
| 第9話  | 6月06日  | 反轉     |      | 小峯裕之 | 山本大輔 |
| 最終話 | 6月13日  | 未來     |      | 小峯裕之 | 山本大輔 |

## 外部連結
- 電視劇官方網站（日語）
  - 電視劇的X（前Twitter）（日語）
  - 電視劇的Instagram帳戶

| 日本 日本電視台 週四連續劇          | 日本 日本電視台 週四連續劇                            | 日本 日本電視台 週四連續劇 |
| ----------------------------------- | ----------------------------------------------------- | -------------------------- |
|                                     | 約定 〜第16年的真相〜 （2024年4月11日－6月13日）      |                            |
| 回轉未来 （2024年1月18日－3月22日） | 班上的女同学，我全部都喜欢 （2024年7月11日－9月12日） |                            |